# Culan
Culan ist eine französische Gemeinde im Département Cher in der Region Centre-Val de Loire. Die Gemeinde gehört zum Kanton Châteaumeillant im Arrondissement Saint-Amand-Montrond. Nachdem in den 1980er Jahren eine Landflucht einsetzte, verfügt die Gemeinde nur noch über 777 Einwohner (Stand 1. Januar 2022). Der Abwärtstrend wurde jedoch seit dem Jahr 2000 durch den Zuzug von Niederländern und Briten gestoppt.
Sehenswert ist die mittelalterliche Burg Culan.

## Geografie

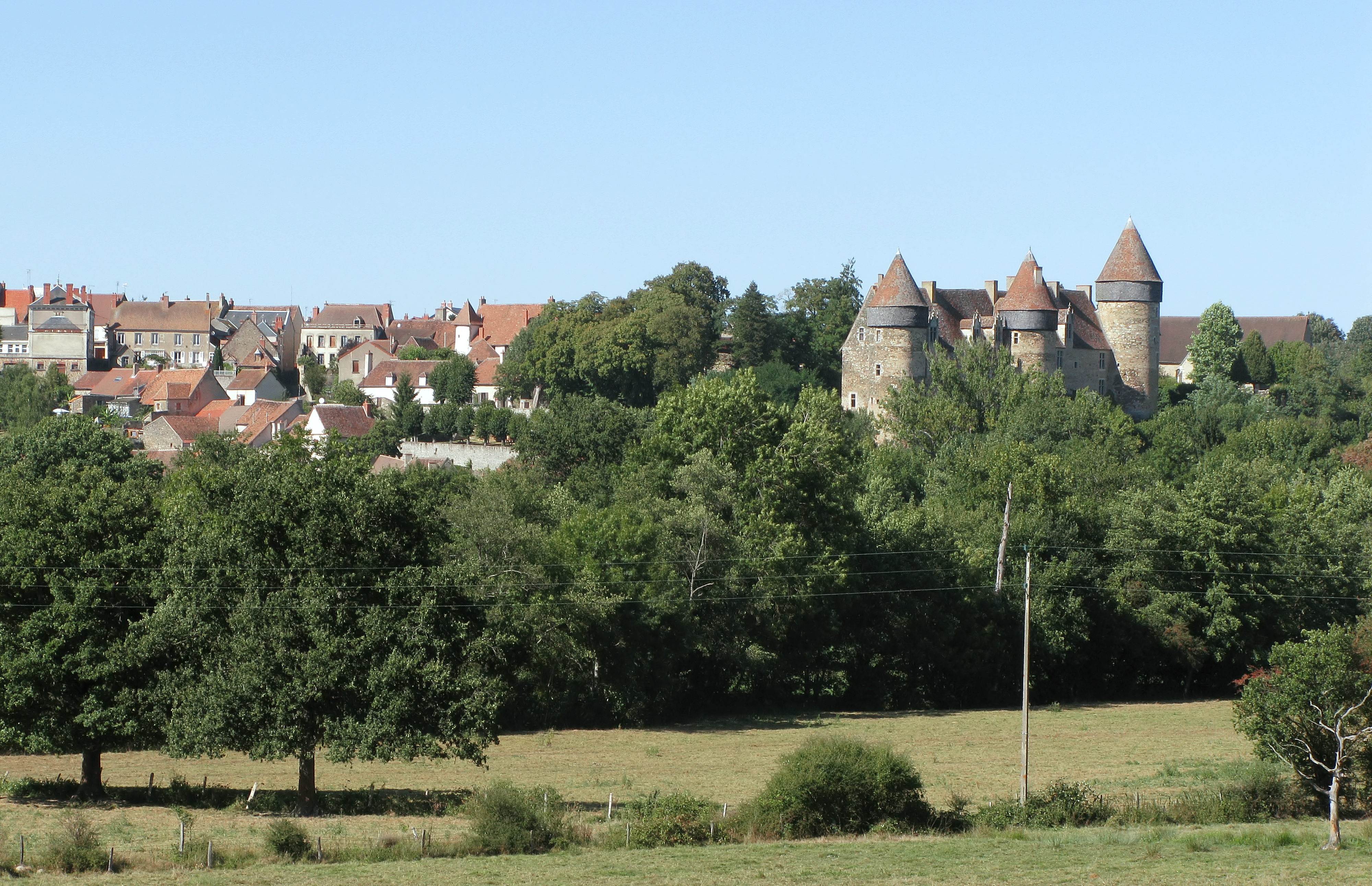
Ortschaft und Burg Culan

Culan liegt ca. 30 Kilometer von Montluçon (im Département Allier) und 63 Kilometer von Châteauroux (im Département Indre) entfernt und befindet sich am Fuß der nördlichen Ausläufer des Zentralmassives. Culan ist eine kleine Stadt in einer leicht hügeligen Gegend.
Das Klima ist durch ozeanische Einflüsse mild-kontinental. Durch die Gemeinde fließt der Arnon, der in den Cher mündet und dieser wiederum in die Loire.
Weiter gibt es einen See von etwa zehn Hektar (Badeverbot, Angeln erlaubt), einen öffentlichen Campingplatz, ein Fremdenverkehrsbüro, einen Aufnahmeplatz für Wohnmobile, gute Einkaufsmöglichkeiten und alle medizinischen Berufe. In etwa zehn Kilometern Entfernung befindet sich der Stausee von Sidiailles in einer malerischen und naturgeschützten Landschaft mit Bademöglichkeiten und Wassersportangeboten (keine Motorboote).

## Bevölkerungsentwicklung
| Jahr                       | 1962 | 1968 | 1975 | 1982 | 1990 | 1999 | 2006 | 2016 |
| Einwohner                  | 1359 | 1310 | 1164 | 1055 | 932  | 822  | 829  | 723  |
| Quellen: Cassini und INSEE |      |      |      |      |      |      |      |      |

## Sehenswürdigkeiten

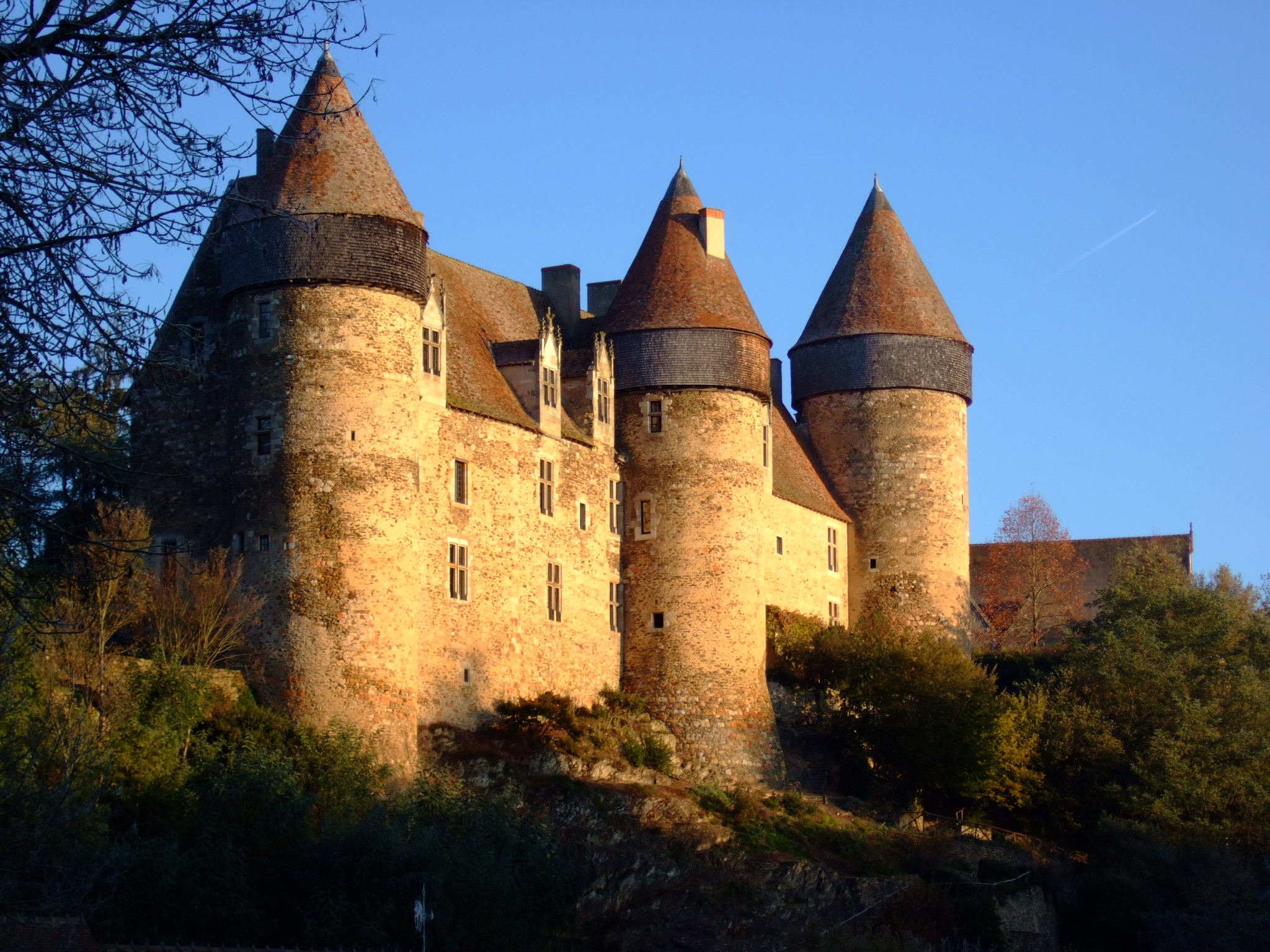
Burg Culan

Siehe auch: Liste der Monuments historiques in Culan
Die Burg ist eine mittelalterliche Befestigung und der Stolz des Dorfes. Auf einem felsigen Gebirgsvorsprung über dem Fluss Arnon (Naturschutzdenkmal) errichtet wurde sie von Philipp Auguste (1188?) im Krieg gegen den englischen König Henri II. Plantagenêt belagert und zerstört. Das heutige Gebäude mit Renaissance-Anbauten stammt aus dem XV. Jahrhundert. Es gehörte insbesondere dem Admiral de Culant (1360–1444), Sully (1599–1621) und dem Prinzen de Condé. Während der Französischen Revolution wurden die Ländereien der Burg unter mehreren Familien aufgeteilt und die Anlage als Nationaleigentum verkauft.
Mehrere berühmte Gäste stationierten hier: Jeanne d’Arc, Ludwig XI., Sully, Madame de Sévigné, die Schriftstellerin George Sand, der Komponist Chopin.
Die Burg wurde bemerkenswert gut renoviert. Besichtigungen sind von Ostern bis Allerheiligen täglich möglich. In der Nähe gibt es in den steilen Gassen einige schöne mittelalterliche Häuser und die Pfarrkirche Nôtre-Dame, die dem Heiligen Vincent gewidmet ist.
Außerdem befindet sich Culan im Süden der touristische Route Jacques Coeur Straße, die nach dem Finanzminister Karls VII. und Gefährten Jeanne d’Arcs benannt wurde.

## Wirtschaft
Als ländlicher Marktflecken organisiert Culan an dem 10. Mai am nächsten gelegenen Sonntag ein großes Marktfest. Dort werden Schafherden und die regionalen landwirtschaftlichen Produkte feilgeboten. Rinder und Schafe werden aber vor allem am „Zifferblatt“ der Nachbarstadt Châteaumeillant ersteigert. (Es handelt sich um eine Art elektronischer Versteigerung: die Tiere werden auf einem Ring präsentiert, die Ersteigerer drücken auf einen auf ihrem Pult versteckten Knopf, die Preise sind auf einem Zifferblatt dargestellt. Montags werden Rinder und jeden zweiten Freitag Schafe versteigert.). In der Region werden Schafe und das Charolais-Rind gezüchtet. Außerdem Getreideanbau (Weizen, Mais, Raps). Seit den 1990er Jahren widmet man sich auch wieder der Pferd- und Eselzucht für Freizeitangebote.
1980 gab es in Culan noch zwei Hemdenhersteller mit knapp hundert Angestellten. Diese Betriebe sind heute geschlossen – wie die gesamte Textilbranche als Opfer der internationalen Konkurrenz und dem Kampf um Billigpreise.
Durch die noch günstigen Immobilienpreise und die Nähe der Autobahn Clermont-Ferrand – Bourges angezogen, kaufen derzeit viele Europäer (Niederländer, Engländer und Franzosen) Häuser und Bauernhöfe in der Gegend als Zweitwohnsitze.

## Veranstaltungen
Das „Brückenfest“ (fête du pont) im September mit dem „großen Radfahrpreis der zwei Brücken“ am darauffolgenden Tag.
Verschiedene Vereine und Verbände: Fußball, Fahrrad, Senioren, Bücherei, Philatelie, Schach, …
Erziehung: Culan besitzt einen „Kindergarten“ und eine Grundschule. Zur weiterführenden Schule fahren die Schüler nach Châteaumeillant; zum Gymnasium mit Internat nach Saint-Amand-Montrond oder nach Montluçon. Die nächsten Universitätsstädte sind Tours und Clermont-Ferrand.

## Persönlichkeiten
- Louis de Culan (Ludwig von Culan) (oder Culant, je nach Schreibweise der damaligen Zeit): Begleiter Jeanne d’Arcs und des Königs Karl VII. Er war zweiter Kommandant in der Armee des Franzosenkönigs bei der Besetzung von Orléans durch die Engländer.
- Maurice Estève (1304–2001): Künstler und Maler, Meister der Abstraktion. Die französische Post hat ihm noch zu Lebzeiten (was sehr selten ist) 1986 eine Briefmarke gewidmet, die seine Gemälde darstellt. Er ist einer der großen Maler des 20. Jahrhunderts.